# Бородін Євген Олександрович
Євген Олександрович Бородін (рос. Евгений Александрович Бородин; 6 березня 1987, м. Москва, Росія) — російський хокеїст, захисник. Виступає за «Титан» (Клин) у Вищій хокейній лізі. Майстер спорту. 
Вихованець хокейної школи ЦСКА (Москва), перший тренер — Владислав Каменєв. Виступав за ХК «Дмитров», «Нафтовик» (Леніногорськ), ЦСКА (Москва), ХК «Бєлгород», «Рись» (Подольск), «Хімік» (Воскресенськ), «Металург» (Жлобин), «Хімік-СКА» (Новополоцьк).

## Досягнення
- Переможець чемпіонату Росії серед команд вищої ліги (Д3).